# Attalea peruviana
Attalea peruviana är en enhjärtbladig växtart som beskrevs av Scott Zona. Attalea peruviana ingår i släktet Attalea och familjen Arecaceae. Inga underarter finns listade i Catalogue of Life.